# Saint-Urbain (Vendée)
Saint-Urbain és un municipi francès situat al departament de Vendée i a la regió de País del Loira. L'any 2007 tenia 1.341 habitants.

## Demografia

### Població
El 2007 la població de fet de Saint-Urbain era de 1.341 persones. Hi havia 497 famílies de les quals 101 eren unipersonals (47 homes vivint sols i 54 dones vivint soles), 159 parelles sense fills, 217 parelles amb fills i 20 famílies monoparentals amb fills.
La població ha evolucionat segons el següent gràfic:
Habitants censats

### Habitatges
El 2007 hi havia 659 habitatges, 505 eren l'habitatge principal de la família, 122 eren segones residències i 32 estaven desocupats. 639 eren cases i 11 eren apartaments. Dels 505 habitatges principals, 401 estaven ocupats pels seus propietaris, 102 estaven llogats i ocupats pels llogaters i 3 estaven cedits a títol gratuït; 1 tenia una cambra, 17 en tenien dues, 108 en tenien tres, 186 en tenien quatre i 194 en tenien cinc o més. 449 habitatges disposaven pel capbaix d'una plaça de pàrquing. A 196 habitatges hi havia un automòbil i a 293 n'hi havia dos o més.

### Piràmide de població
La piràmide de població per edats i sexe el 2009 era:
| Homes | Edats   | Dones |
| ----- | ------- | ----- |
| 4     | 95 o +  | 0     |
| 0     | 90 a 94 | 0     |
| 8     | 85 a 89 | 12    |
| 0     | 80 a 84 | 8     |
| 8     | 75 a 79 | 12    |
| 12    | 70 a 74 | 32    |
| 16    | 65 a 69 | 12    |
| 8     | 60 a 64 | 8     |
| 12    | 55 a 59 | 24    |
| 20    | 50 a 54 | 12    |
| 32    | 45 a 49 | 32    |
| 24    | 40 a 44 | 36    |
| 40    | 35 a 39 | 32    |
| 48    | 30 a 34 | 40    |
| 4     | 25 a 29 | 28    |
| 24    | 20 a 24 | 8     |
| 32    | 15 a 19 | 8     |
| 16    | 10 a 14 | 48    |
| 36    | 5 a 9   | 28    |
| 28    | 0 a 4   | 28    |

## Economia
El 2007 la població en edat de treballar era de 849 persones, 666 eren actives i 183 eren inactives. De les 666 persones actives 603 estaven ocupades (325 homes i 278 dones) i 64 estaven aturades (25 homes i 39 dones). De les 183 persones inactives 81 estaven jubilades, 42 estaven estudiant i 60 estaven classificades com a «altres inactius».

### Ingressos
El 2009 a Saint-Urbain hi havia 587 unitats fiscals que integraven 1.593 persones, la mediana anual d'ingressos fiscals per persona era de 15.818 €.

### Activitats econòmiques
Dels 45 establiments que hi havia el 2007, 1 era d'una empresa alimentària, 22 d'empreses de construcció, 11 d'empreses de comerç i reparació d'automòbils, 1 d'una empresa d'hostatgeria i restauració, 2 d'empreses immobiliàries, 4 d'empreses de serveis, 2 d'entitats de l'administració pública i 2 d'empreses classificades com a «altres activitats de serveis».
Dels 20 establiments de servei als particulars que hi havia el 2009, 1 era un taller de reparació d'automòbils i de material agrícola, 7 paletes, 6 guixaires pintors, 1 fusteria, 1 lampisteria, 3 electricistes i 1 perruqueria.
L'únic establiment comercial que hi havia el 2009 era una fleca.
L'any 2000 a Saint-Urbain hi havia 30 explotacions agrícoles que ocupaven un total de 1.428 hectàrees.

## Equipaments sanitaris i escolars
El 2009 hi havia 2 escoles elementals.

## Poblacions més properes
El següent diagrama mostra les poblacions més properes.